# Peg + Chat
Peg + Cat est une série télévisée d'animation américaine en 63 épisodes de 23 minutes créée par Jennifer Oxley et Billy Aronson, et diffusée entre le 18 octobre 2013 et le 23 avril 2018 sur PBS Kids.
Cette série est inédite dans tous les pays francophones.

## Synopsis
L'émission s'adresse aux enfants de 3 à 5 ans. L'objectif est "d'inspirer la curiosité naturelle des enfants d'âge préscolaire à propos des mathématiques et de les aider à développer de nouvelles compétences et stratégies pour résoudre les problèmes de manière créative dans leur vie quotidienne." Conformément au thème mathématique, l'animation est présentée comme si elle était dessinée sur du papier millimétré.

## Titres internationaux
- /  Anglais : Peg + Cat
- Français : Peg + Chat